# Della Moneta

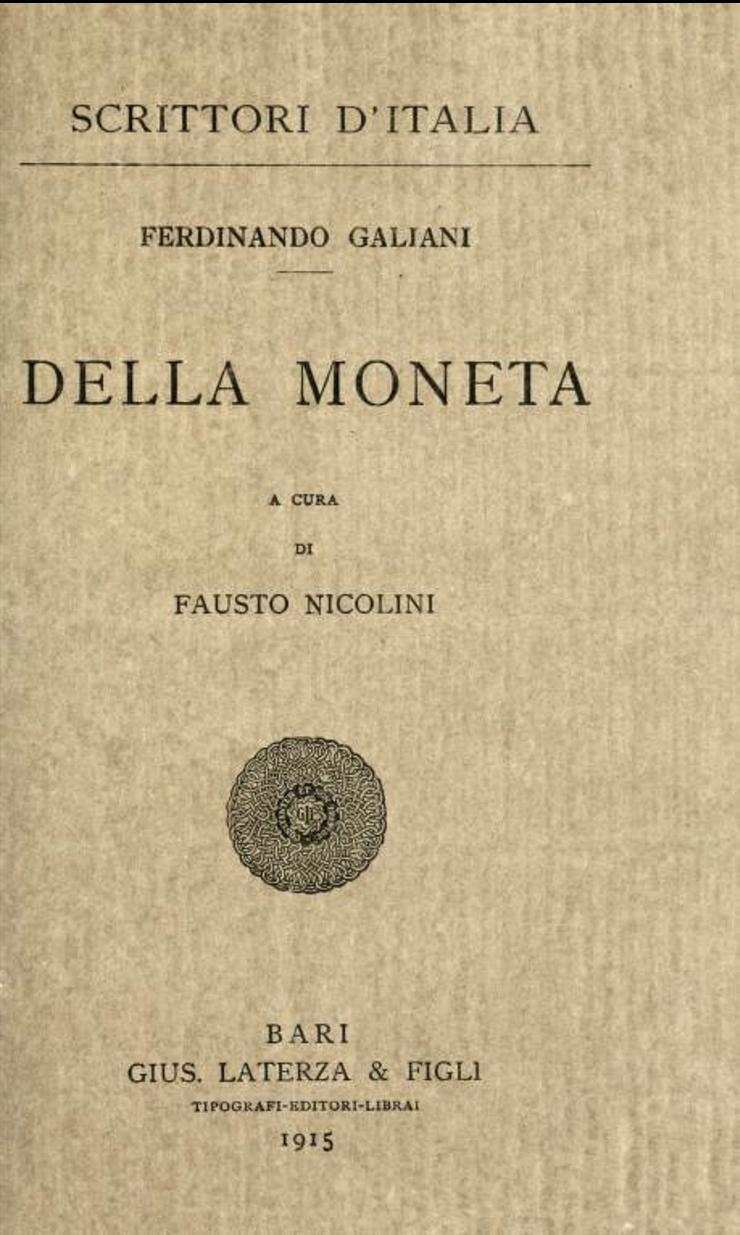
La page de couverture de Della Moneta.

Della Moneta (De la monnaie) est un livre de Ferdinando Galiani, qui est considéré comme l'un des premiers traités d'économie, en particulier pour l'économie monétaire, 25 ans avant les Recherches sur la nature et les causes de la richesse des nations (The Wealth of Nations) d'Adam Smith.

## Résumé
Della Moneta se compose de cinq sections, qui sont encore aujourd'hui les aspects principaux de l'économie monétaire, c'est-à-dire : l'histoire de la monnaie, la valeur (y compris l'inflation et la déflation), l'intérêt, et la politique monétaire.

## L'origine de la monnaie
L'auteur, âgé seulement de 23 ans lors de la publication du livre en italien, commence avec l'histoire de la frappe des pièces italiennes, remontant ensuite aux grecs et aux Romains. Rejetant la théorie de son temps de l'origine de la monnaie par des contrats centralisés, Galiani estime que la monnaie apparaît spontanément, du fait du besoin de commercer. Il précède en cela l'école autrichienne d'économie de plus d'un siècle. Il décrit une expérience virtuelle, selon laquelle un gouvernement chercherait à confisquer une partie des biens échangés dans le commerce du royaume, jusqu'à ce qu'il réalise que l'affaire est trop complexe à gérer, et décide de ne réclamer que la part des échanges qui correspond à l'utilité qu'apporte la monnaie : la facilité de distribution et de stockage.

## La valeur de la monnaie
Derrière les autres thèmes traités dans le livre, il est supposé que la monnaie, comme les autres biens en général, a une valeur basée sur l'utilité qu'en ont les gens : prémisse qui ne fut explicitée que 120 ans plus tard lors de la réflexion sur l'utilité marginale. Il aborde aussi une idée moderne qui ne sera pas traitée en profondeur avant le milieu du XXe siècle : c'est que la valeur de la monnaie et des marchandises peut se baser sur un équilibre entre offre et demande. 

## Méthodologie
Dans Della Moneta, Galiani essaie d'appliquer une méthodologie philosophique. Il critique certains de ses prédécesseurs qui n'en ont pas fait autant, comme Montesquieu, dont le livre, selon lui, transgresse la Loi de Hume, contient donc des désirs plus que de la pensée rigoureuse.

## Influences
Galiani semble avoir participé aux débats de son époque à propos de l'impact de la monnaie sur l'économie européenne des deux siècles précédents, autour d'incidents tels la Révolution des prix en Espagne au XVIe siècle, où l'afflux d'or depuis le nouveau monde provoqua une inflation dramatique, répercutée sur toute l'Europe, et encore sensible à l'époque où Galiani écrit.
Il mentionne dans son livre les prédécesseurs, tels John Locke et Ludovico Antonio Muratori.

## Impact
L'ouvrage de Galiani sera cité par des penseurs de différentes écoles, après Adam Smith, de Karl Marx à Joseph Schumpeter.

## Éditions (liste partielle)
- Della moneta libri cinque, Naples, Giuseppe Raimondi, 1750 (BNF 30475644)
- De la Monnaie (1751), Paris, Librairie M. Rivière, 1955
- De la Monnaie (1751), Paris, Economica, 2005 (ISBN 978-2-7178-4998-1)